# تلسفوروس
پاپ تلسفوروس (به انگلیسی: Pope Telesphorus) یکی از پاپ‌های کلیسای کاتولیک رم بود که دریونان به دنیا آمد و بین سال‌های ۱۲۵ تا ۱۳۸ میلادی پاپ بود.